# فیزیک حالت جامد
فیزیک حالت جامد یا حالت جامد گسترده‌ترین شاخه‌ی فیزیک ماده چگال است. این شاخه از طریق روش‌هایی نظیر شیمی حالت جامد، مکانیک کوانتومی، بلورشناسی، الکترومغناطیس، و متالورژی دربارهٔ چگونگی تشکیل مواد و ویژگی‌های ناشی از مقیاس اتمی بحث می‌کند. خواص فیزیکی هرگونه جسم فیزیکی (فلز یا غیر فلز)، مورد بحث این شاخه است.
در بحث حالت جامد، اجسام به چهار دسته تقسیم می‌شوند:
1. رسانا
2. نیمرسانا
3. نارسانا
4. ابررسانا

یکی از موضوعات مورد بحث و عمده فیزیک حالت جامد بحث در مورد بلورها بخصوص بلور الماس است.
در فیزیک جامدات بلور یا کریستال الماس به دلیل دارا بودن خواص ترکیبی و پیوند خاص بین اتمی (پیوند کووالانس) یکی از سخت‌ترین بلورهای موجود در دنیا به‌شمار می‌رود.
از دیگر مسائلی که در فیزیک حالت جامد روی آن‌ها بحث می‌شود عبارت‌اند از:
بردارهای پایه، سلول اولیه (primitive cell)، کسر به هم پکیدگی، تفرق اشعهٔ x
به علت گسترش سریع فیزیک حالت جامد و کاربردهای آن، در سال ۱۹۷۸ جامعه فیزیک آمریکا رای به تغییر نام بخش خود از فیزیک حالت جامد (DSSP) به بخش فیزیک ماده چگال داد و از آن پس فیزیک حالت جامد به زیر مجموعه فیزیک ماده چگال منتقل شد.

## ساختار و ویژگی‌های بلور
بسیاری از ویژگی‌های مواد تحت تأثیر ساختار بلوری آن‌ها قرار دارد. این ساختارها می‌تواند با استفاده از مجموعه‌ای از تکنیک‌های بلورشناسی، از جمله بلورشناسی پرتو ایکس، پراش نوترون و پراش الکترون، مورد بررسی قرار گیرد.
مقیاس بلور در یک ماده جامد بلوری بستگی به عناصر پایه و شرایط تشکیل آن دارد. بیشتر مواد بلوری که در زندگی روزمره با آن‌ها روبرو می‌شویم، کریستالیت هستند که از بلورهای میکروسکوپی تشکیل می‌شوند، اما تک‌بلورهای ماکروسکوپی به‌صورت طبیعی (مانند الماس) یا مصنوعی می‌توانند تولید شوند.
بلورهای واقعی دارای عیوب یا ناهمواری‌ها در ترتیب ایده‌آل هستند، و این عیوب همانند عوامل تعیین‌کننده بسیاری از ویژگی‌های الکتریکی و مکانیکی مواد واقعی می‌باشند.

## شاخه‌های مدرن فیزیک حالت جامد
- سیستم‌های همبسته قوی
- ابررساناهای دمای پایین (نظریه بی سی اس)
- ابررساناهای دمای بالا
- شیشه‌های اسپینی
- شبه‌کریستال‌ها
- مواد دو بعدی
- نانومواد